# مصفاة بنيامين
مصفاة بنيامين هي إحدى المدن التي أشير إليها في الكتاب المقدس العبري ضمن ما عُرف باسم سبط بنيامين. ويُرجّح أن يكون الموقع الحالي لمدينة المصفاة في بنيامين واحدًا من ثلاث مواقع مُحتملة، أحدها في

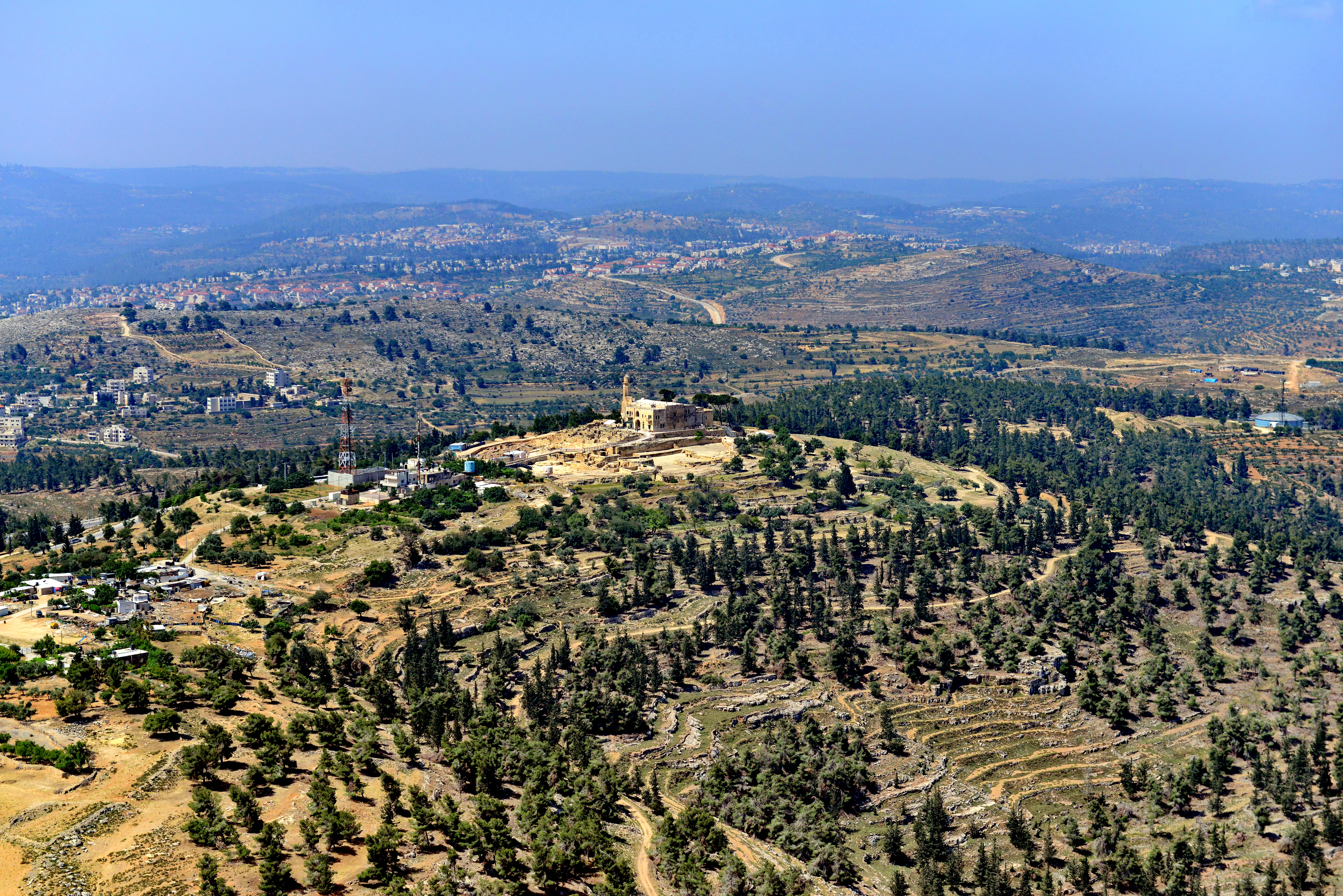
مدينة صامويل التي يُحتمل ان تكون هي الموقع الحالي لمدينة مصفاة بنيامين

منطقة تل النصبة الواقعة على بعد حوالي 12 كيلومترًا شمال مدينة القدس، والثاني في منطقة النبي صموئيل الواقعة فوق أعلى تلّ يطل على منطقة سهل جبعون على بُعد حوالي 8 كيلومترًا في اتجاه الشمال الغربي من مدينة القدس القديمة، وأما الموقع المحتمل الثالث، ففي بلدة شعفاط التي تقع على حافة مسطحة في اتجاه الشمال الغربي من القدس.

## في الكتاب المقدس
كان أول ذكر لمدينة المصفاة في سبط بنيامين في الكتاب المُقدس في سفر التكوين، حيث اتفق لابان وصهره يعقوب على أن الله سيراقبهما وهما منفصلين عن بعضهما البعض. تميزت المدينة بتراكم الصخور فيها، والتي كانت بمثابة باعث للسلام، حيث لن يتخطى كل منهما هذه الصخور لمهاجمة الآخر.
عندما اغتصب رجال قرية جبعة محظية لاوي المسافر، اجتمعت قبائل إسرائيل الأخرى في مصفاة بنيامين، حيث قرروا مهاجمة رجال بنيامين بسبب هذه الخطيئة الجسيمة، كما اتّخذوا قرارهم في نفس الوقت بعدم السماح بالزواج بين نساء إسرائيل ورجال بنيامين. وبعد عودة تابوت العهد الذي خسره الإسرائيليين بعد هزيمتهم على أيدي الفلسطينيين في معركة أفيق، جمع صموئيل كل إسرائيل في المصفاة ليقدم ذبيحة للرب ويطلب منه أن يغفر خطاياهم. قاوم الإسرائيليون غارة الفلسطينيين مستغلين كثرة عددهم وطردوهم إلى أسفل بيت كار. ولإحياء ذكرى هذا الحدث، نصب صموئيل حجرًا بين المصفاة وشين وأطلق عليه اسم ابن عذير، ولكن خُفّا الاسم لاحقاًا إلى حجر المساعدة لأن الرب ساعدهم. جمع صموئيل أيضًا شعب إسرائيل إلى المصفاة لكي يحدد الرب ملكهم الأول عليهم وهناك، تم اختيار شاول بالقرعة من جميع قبائل وعائلات إسرائيل.
كانت المصفاة في بنيامين واحدة من مدينتين شيدهما آسا ملك يهوذا الثالث من الحجارة التي استخدمها بعشا لتحصين الرامة في عهد آسا ملك يهوذا وبعشا ملك إسرائيل وفقًا لسفر أخبار الأيام،1 Kings 15:222 Chronicles 16:6 وبعد أن دمر البابليون القدس، عيّنوا جدليا واليًا على المصفاة على السكان الباقين. عاد الكثيرون إلى المصفاة التي كانوا قد فروا منها، وجاء النبي إرميا إلى المصفاة من بلدة الرامة بعدما أطلق البابليون سراحه. فيما بعد قام إسماعيل أحد أفراد العائلة المالكة باغتيال الوالي جدليا. وعلى الرغم من تحذير إرميا من أن الناس سيكونون في عار ويموتون إذا ذهبوا إلى مصر، فقد أصروا على الذهاب إلى هناك.
ذُكرت مدينة المصفاة في بنيامين في كتاب نحميا كواحدة من المدن التي أعيد فيها توطين اليهود المنفيين العائدين من السبي البابلي والذين ساعدوا في بناء أسوار القدس في عهد أرتحشستا الأول (زركسيس). يسجل نحميا أيضًا أن هؤلاء العائدين هم من نسل الأشخاص الذين كانوا يقيمون سابقًا في المدينة قبل طردهم من البلاد، والذين عادوا جميعًا للعيش في أماكن إقامتهم السابقة.